# ويليام هنري هاريسون (رجل أعمال)
ويليام هنري هاريسون (بالإنجليزية: William Henry Harrison)‏ هو شخصية أعمال أمريكي، ولد في 1892، وتوفي في 23 أبريل 1956.

## روابط خارجية
- ويليام هنري هاريسون على موقع مونزينجر (الألمانية)